# Stazione di Ordona
La stazione di Ordona è una stazione ferroviaria posta sulla linea Foggia-Potenza, a servizio dell'omonimo comune.

## Strutture e impianti
In passato, il fabbricato viaggiatori della stazione si presentava (come ancora oggi) con il colore rosso mattone; esso è tipico di una stazione ferroviaria.
Il primo piano risulta oggi chiuso. Il piano terra è ancora aperto, ma senza i servizi per i passeggeri. Nel fabbricato vi è una piccola sala d'attesa.

## Movimento
La stazione è servita da un massimo di 16 corse. Il traffico della stazione è sceso di molto negli anni scorsi e ad oggi si presenta quasi nullo.

## Servizi
La stazione non dispone di alcun servizio.